# Martiniques flagga
Martiniques flagga består av en röd triangel (närmast flaggstången) och två horisontella fält, det övre grönt och det nedre svart. Flaggan antogs den 2 februari 2023. Som en av Frankrikes utomeuropeiska regioner, har även den franska flaggan officiell status på Martinique.

## Andra flaggor
Ormflaggan har inte officiell status på ön. Det är en historisk flagga från den 4 augusti 1766 som användes av de franska fartygen i den franska kolonien Martinique och Sankta Lucia. 
Under 2018 startade den lokala regeringen en tävling för att skapa en flagga för att representera Martinique vid internationella sport- och kulturevenemang, vinnaren blev "Ipséité" som utsågs den 10 maj 2019. Den 15 november 2021 ogiltigförklarades valet av flaggan, flaggan ses däremot fortfarande som en kulturell symbol.

"Ormflaggan"
Ipséité
Flagga för Martinique vid Taekwondo-tävlingar.
Flagga för Mouvement Indépendantiste Martiniquais (Martinikanska självständighetsrörelsen)